# 親川志奈子
親川 志奈子（おやかわ しなこ、1981 - ）は、沖縄大学非常勤講師 (社会言語学）)。沖縄市生まれ。うちなーぐち講師。通訳翻訳者。ライター。沖縄独立論者で「琉球民族独立総合研究学会」の理事を務める。

## 主張・活動
- 米軍北部訓練場のヘリパッド建設現場で大阪出身の機動隊員が『土人』といったことに対し[8]、「『土人』なんかじゃない、同じ日本人だ」と反応することは差別構造の容認になると述べている[9]。
- 多種多様な人々が共生していくためには、多数派に同化するのではなく、少数派を差別する社会に問題があると認識することが必要であると述べている[9]。
- 2018年4月、親川が理事を務める「琉球民族独立総合研究学会」が米ニューヨークの国連本部で開催された先住民問題に関する常設フォーラムにて、沖縄の住民の「先住民」認定や、沖縄における在日米軍基地問題の解決を主張した。台湾のケーブルテレビ局・東森電視によれば、親川は「米軍と日本政府は過去にそれぞれこの土地を占領して軍事基地に変え、武器の開発や戦争を行ってきた。先住民は自分たちの土地を取り戻すことを願い続けているが、その声は長きにわたり無視されてきた」と述べた[10]。
- 同じくハワイ在住の琉球独立活動家のロバート・カジワラの著書では、親川は下記のように沖縄の現状を語っている[11]。

```
2019年になり、あなた方（日本とアメリカ）の民主主義と自由は孤独化の上に立っている。
私たち琉球・沖縄の人々は植民地から解放されることを望んでいます。 あなたと同じように、私たちも自己決定権を望んでいます。 私たちは人間として平等な権利を持つべきです。
```

- 2023年10月28日、29日には、中華人民共和国の北京大学で行われた沖縄フロンティア研究国際シンポジウムに参加し、「琉球諸語の復興と先住民族の権利」と「言語帝国主義」の現れである琉球に対する現代日本政府の同化政策と植民地主義について論じ、下記のように述べた[12][13]。

```
琉球返還から51年が経過したが、米軍の悪行は抑えられず、琉球人には基本的人権が認められていない。 現在の琉球列島における琉球語復興運動は、言語帝国主義と闘うための手段であり、さらに重要なことは、琉球を脱植民地化することである。
```

## 著書
・『沖縄という窓 クロニクル2008-2022』岩波書店 2022年
・『沖縄ゼネスト50年』榕樹書林 2021年
・『沖縄発新しい提案――辺野古新基地を止める民主主義の実践』ボーダーインク2018年